# Rolf Möller
Rolf Möller, född omkring 1946, är en före detta simtränare som under sin karriär varit elittränare åt flera svenska landslagssimmare. Under sina år i Borlänge SS var han exempelvis tränare åt Lars Frölander, Per Johansson, Pelle Wikström och Karin Furuhed. I Sandviks IK, en simklubb i Holmsund utanför Umeå, tränade han dessförinnan Annika Uvehall som deltog i Olympiska Spelen 1980.